# Fabien Gabel
Pour les articles homonymes, voir Gabel.
Fabien Gabel est un chef d'orchestre français, né à Paris en 1975.

## Biographie
Né dans une famille de musiciens (son père trompettiste et sa mère harpiste), il commence l'étude de la trompette à l'âge de six ans. Il étudie tout d'abord à l'Université de musique de Karlsruhe, puis au Conservatoire national supérieur de musique et de danse de Paris.
En 2002, Fabien Gabel étudie la direction d’orchestre avec David Zinman au Festival de musique d'été d’Aspen, dans le Colorado. De 2002 à 2005, il occupe le poste de chef assistant de l’Orchestre national de France auprès de Kurt Masur. Après avoir remporté le Concours de direction Donatella Flick en 2004, il dirige pendant deux saisons l’Orchestre symphonique de Londres au Barbican Centre en tant que chef assistant de l’orchestre.
Le 1er décembre 2011, il est nommé directeur musical de l'Orchestre symphonique de Québec.
En 2023, Fabien Gabel est nommé chef d'orchestre principal du Tonkünstler-Orchester Niederösterreich à partir de la saison 2025-2026, pour une durée de quatre ans,.

## Discographie
- Ne Me Refuse Pas avec Marie-Nicole Lemieux et l'Orchestre national de France (Naïve)
- Œuvres de Lucien Guérinel avec l'Orchestre national de France
- Œuvres de Saint-Saens et Tchaikovsky pour violoncelle et Orchestre avec Stéphane Tétreault et l'Orchestre symphonique de Québec (Analekta)
- Tchaikovsky et Rachmaninov avec Natasha Paremski et le Royal Philharmonic
- Fabien Gabel a enregistré des œuvres de Philippe Capdenat, Lucien Guerinel et Jean-Philippe Bec.
- Saint-Saëns - Piano Concertos Nos. 2 & 5, Louis Schwizgebel-Wang, piano, avec le BBC Symphony Orchestra sous la direction de Fabien Gabel et Martin Brabbins. CD Aparte 2015

## Prix et distinctions
- 1er prix de trompette en 1996 du Conservatoire national supérieur de musique et de danse de Paris
- 1er prix du Concours de direction Donatella Flick à Londres en novembre 2004
- Prix de l'Académie Charles-Cros en 2011